# Estación de Can Tries-Gornal
La estación de Can Tries | Gornal del metro de Barcelona es una estación de las líneas 9 y 10 que está ubicada en el municipio de Hospitalet de Llobregat, y da servicio al barrio de Santa Eulàlia. El acceso principal está en la calle Can Tries, y el ascensor en la calle Narcís Monturiol. La estación se abrió al público el 12 de febrero de 2016 y mientras que la línea 10 llegó el 8 de septiembre de 2018. Esta es la última estación antes de que se separaren la línea 9 y la línea 10.
| << cabecera                    | < estación     | línea | estación > | cabecera >>                |
| ------------------------------ | -------------- | ----- | ---------- | -------------------------- |
| Metro                          |                |       |            |                            |
| Aeroport T1                    | Europa \| Fira |       | Torrassa   | Zona Universitària Can Zam |
| ZAL \| Riu Vell Pratenc (20??) | Provençana     |       | Torrassa   | Collblanc Gorg             |

- Datos: Q8779847
- Multimedia: Can Tries - Gornal metrostation / Q8779847